# Bharati Mukherjee
Bharati Mukherjee (ur. 27 lipca 1940 w Kalkucie, zm. 28 stycznia 2017 w Nowym Jorku) – amerykańska pisarka bengalskiego pochodzenia.

## Życiorys
W latach 1944–1948 uczyła się w zanglicyzowanej szkole bengalskiej, po trzech latach pobytu za granicą wróciła z rodziną do Indii. Później studiowała na Uniwersytecie Kalkuty i do 1961 na Uniwersytecie Baroda, następnie wstąpiła na University of Iowa, gdzie w 1969 uzyskała doktorat z filozofii. Od 1966 mieszkała w Kanadzie - początkowo w Montrealu, a od 1977 w Toronto. Była żoną kanadyjskiego pisarza Clarka Blaise'a. W 1980 zamieszkała w USA, gdzie wykładała na uniwersytecie; w 1989 otrzymała amerykańskie obywatelstwo. Później wykładała literaturę na Uniwersytecie Kalifornijskim w Berkeley. W 1972 debiutowała powieścią The Tiger’s Daughter opowiadającą o indyjskiej kobiecie zszokowanej wskutek kontaktu z amerykańską kulturą, a po powrocie do Indii, zmian, które w międzyczasie nastąpiły w Kalkucie. W 1975 opublikowała powieść Wife o pogrążeniu się mieszkającej w Nowym Jorku Hinduski w szaleństwie po oderwaniu od wymagań kultury swojej ojczyzny. W 1985 wydała zbiór krótkich opowiadań, w większości opowiadających o rasizmie i tradycyjnych indyjskich poglądach na temat kobiet. Dwie inne jej powieści, Jasmine (1989) i The Holder of the World (1993), opowiadają o imigranckich ośrodkach w USA. Później opublikowała dwa inne zbiory krótkich opowiadań, Selected Stories (1995) i Leave It to Me (1997), w których śledzi podróż amerykańskiej kobiety porzuconej w Indiach jako dziecko do rodzinnej ziemi. Napisała również kilka prac z dziedziny analizy społecznej, w tym o kulturze politycznej i przywództwie w Indiach. W 2011 opublikowała swoją ostatnią powieść, Miss New India.